# 島田彪雅
島田 彪雅（しまだ ひゅうが、2000年6月16日 - ）は、ラグビーユニオンの選手。

## 略歴
東海大仰星高校を中退して、御所実業高校に転学。
2019年、高校日本代表候補に選ばれた。
2020年、御所実業高校卒業後、パナソニック ワイルドナイツに加入。
2025年6月、埼玉パナソニックワイルドナイツを退団。